# جوان أبراهامسون
جوان أبراهامسون (بالإنجليزية: Joan Abrahamson)‏ هي مسؤولة أمريكية، ولدت في 1951.